# Bovel
Bovel é uma comuna francesa na região administrativa da Bretanha, no departamento Ille-et-Vilaine. Estende-se por uma área de 14,86 km². Em 2010 a comuna tinha 613 habitantes (densidade: 41,3 hab./km²).